# Ендрю Паркер-Боулз
Бригадир Ендрю Генрі Паркер-Боулз (англ. Andrew Henry Parker Bowles ; нар. 27 грудня 1939) — відставний офіцер британської армії. Колишній чоловік Камілли (королеви-консорт Великобританії).

## Раннє життя та сім'я
Ендрю Паркер-Боулз народився 27 грудня 1939 року. Старший із чотирьох дітей Дерека Генрі Паркера-Боулза (1915—1977), онука преподобного Елджернона Роберта Паркера (1849—1940), третього сина Томаса Паркера, 6-го графа Макклсфілда (1811—1896). Його матір'ю була леді Енн Паркер-Боулз (уроджена Траффорд) (1918—1987), дочка мультимільйонера і власника скакових коней сера Хамфрі де Траффорд, 4-го баронета (1891—1971), і Синтії Хільди Евелін (18)
В оголошенні про його хрещення в «Таймс» були перераховані його хрещені батьки: сер Хамфрі де Траффорд, маркіз Хартінгтон, міс Мері де Траффорд і міс Суіннертон-Дайєр. Деякі джерела стверджують, що його хрещеною матір'ю була королева-мати. Паркер-Боулз був пажем на коронації королеви Єлизавети II. Він знаходиться в лінії наслідування графства Макклсфілд. Його сестра Мері Енн є матір'ю Дерека Паравічіні (нар. 1979), сліпого вченого-аутиста та музичного вундеркінда.

## Військова кар'єра
Ендрю Паркер-Боулз здобув освіту в бенедиктинському коледжі Амплфорт та Королівській Військовій академії Сандхерст. У 1960 році він був зарахований до Королівської кінної гвардії. Він був ад'ютантом генерал-губернатора Нової Зеландії сера Бернарда Фергюссона приблизно в 1965 р. Його полк став синім і королівським (королівська кінна гвардія та 1-й драгунський) у 1969 році, і він був ад'ютантом синіх та королівських у 1969—1970 роках. Паркер-Боулз був підвищений у майори 31 грудня 1971 року.
Він був командиром ескадрону «Б» у 1972 році на операції «Мотормен» в Ольстері. Пізніше він був старшим офіцером військового зв'язку при лорді Соумсі, коли той був губернатором Родезії під час її переходу до мажоритарної держави Зімбабве у 1979–1980 роках. Він був кваліфікований штабом (sq) і став підполковником 30 червня 1980. Ендрю був нагороджений подякою королеви За хоробрість у Зімбабве.
У 1981–1983 роках він був командиром кінного полку палацової кавалерії і командував під час вибухів у Гайд-парку та Ріджент-парку, коли людей і коней з його полку було вбито і поранено бомбою терористів. Він був одним із перших на місці події, прибувши пішки після того, як почув вибух бомби, і його накази призвели до порятунку згодом знаменитого коня Сефтона.
З 1987 по 1990 він був полковником, командувачем палацової кавалерії і церемоніальним «носієм срібного жезла» королеви Єлизавети II. 30 червня 1990 він отримав звання бригадира і був директором ветеринарного корпусу королівської армії в 1991—1994 роках. Він вийшов на пенсію в 1994.
Паркер-Боулз мав такі звання:
- 23 січня 1962 — лейтенант[11] ;
- 23 липня 1966 — капітан[12] ;
- 31 грудня 1971 — майор[13] ;
- 30 червня 1980 — підполковник[14] ;
- 30 червня 1987 — полковник[15] ;
- 30 червня 1990 — бригадир[16] ;
- 27 грудня 1994 вийшов у відставку[17].

## Особисте життя
Як жокей-любитель Паркер-Боулз брав участь у Гран-Нешнл 1969 на своєму коні Фоссе, закінчивши перегони на 11-му місці. У молодості він грав у команді принца Чарльза з поло.
Паркер-Боулз зустрічався з принцесою Анною на початку 1970-х років. У 1973 році, після переривчастих відносин, він одружився з Каміллою Шанд (нар. 1947) у римсько-католицькій церемонії. Вона була колишньою подругою принца Уельського, тому вони обоє зустрічалися з королівськими братами та сестрами. Вони жили в маєтку Болейд, а пізніше в Міддлвік-Хаусі в Вілтширі, і у них було двоє дітей, Том і Лора, які виховувалися в католицькій вірі. Лора відвідувала школу Святої Марії в Шафтсбері, католицьку школу для дівчаток у Дорсеті, а Том — відомий Ітонський коледж.
Паркер-Боулз мав безліч позашлюбних зв'язків протягом усього свого шлюбу з Каміллою, особливо з друзями Камілли. Вони з Каміллою розлучилися в 1995. Через рік Ендрю одружився з Розмарі Пітман (уродженою Дікінсон). Ендрю та Розмарі Паркер-Боулз були присутні на весіллі принца Чарльза та Камілли Паркер-Боулз, яке відбулося 9 квітня 2005 року. Розмарі померла від раку 10 січня 2010 у віці 69 років.
Серед його хрещеників — циркова артистка на трапеції Леді Емма Герберт (нар. 1969), яка була подружкою нареченої в його першому шлюбі 4 липня 1973 року, та Зара Філліпс (нар. 1981)), дочка принцеси Анни.

## Діти
| Ім'я                   | дата народження     | Шлюб                 | Шлюб              | Діти                                  |
| Ім'я                   | дата народження     | Дата                 | Чоловік (дружина) | Діти                                  |
| ---------------------- | ------------------- | -------------------- | ----------------- | ------------------------------------- |
| Том Паркер-Боулз       | 18 грудня 1974 року | 10 вересня 2005 року | Сара Бейс         | Лола Паркер-Боулз Фредді Паркер-Боулз |
| Лора Роуз Паркер-Боулз | 1 січня 1978 року   | 6 травня 2006 року   | Гаррі Лопес       | Елайза Лопес Луїс Лопес Гус Лопес     |

## Зображення у медіа
Ендрю Паркер-Боулз був зображений Ендрю Б'юкеном у серіалі «Корона» (2019) та Саймоном Вілсоном у фільмі «Чарльз і Камілла: що б не означало кохання» (2005).
У 2003—2004 роках Ендрю Паркер-Боулз позував у військовій формі для картини «Бригадир» Люсьєна Фрейда. У 2015 році роботу продали на аукціоні Крістіс за 34,89 мільйона доларів.